# Cæciliaforeningen
Cæciliaforeningen (med navn efter musikkens skytshelgen Sankt Cæcilia) var en musikforening (specielt for kormusik), oprettet 1851 af komponisten Henrik Rung. Der dyrkedes et repertoire, som strakte sig fra renæssancens store vokalværker og til Rungs egen tid. Cæcilianismen var netop en romantisk reformbevægelse, som i første halvdel af det 19. århundrede virkede for en kirkemusik, hvis inspiration skulle søges i renæssancens vokalpolyfoni. I Danmark var den især inspiration for Thomas Laub, der kom i Rungs hjem.
Rung skabte foreningen, efter at han under et ophold i Rom havde fået adgang til at afskrive en lang række ikke-udgivne værker fra den italienske renæssancemusik, for at skabe mulighed for at få denne musik opført.
Foreningens formænd:
- 1851-1871 – Henrik Rung, stifter
- 1871-1877 – H.S. Paulli
- 1877-1912 – Frederik Rung, søn af H. Rung
- 1912-1934 – P.S. Rung-Keller, søstersøn til F. Rung

Foreningen opløstes i 1934, og i 1945 modtog musikafdelingen på Det Kongelige Bibliotek foreningens omfattende arkiv med opførelsesmaterialer til ca. 470 værker med partiturer og ca. 30.000 stemmer.
En del af den musikalske indsats fra Cæciliaforeningen og Palestrinakoret, der ophørte på omtrent samme tid, blev videreført af Københavns drengekor under Mogens Wöldike.